# Guri
Guri (구리) este un oraș din provincia Gyeonggi-do, Coreea de Sud. Se află la este de Seul.

## Personalități născute aici
- Park Ji-hyo (cunoscută ca JIHYO, n. 1997), cântăreață K-pop.